# Jadwiga Dylewska

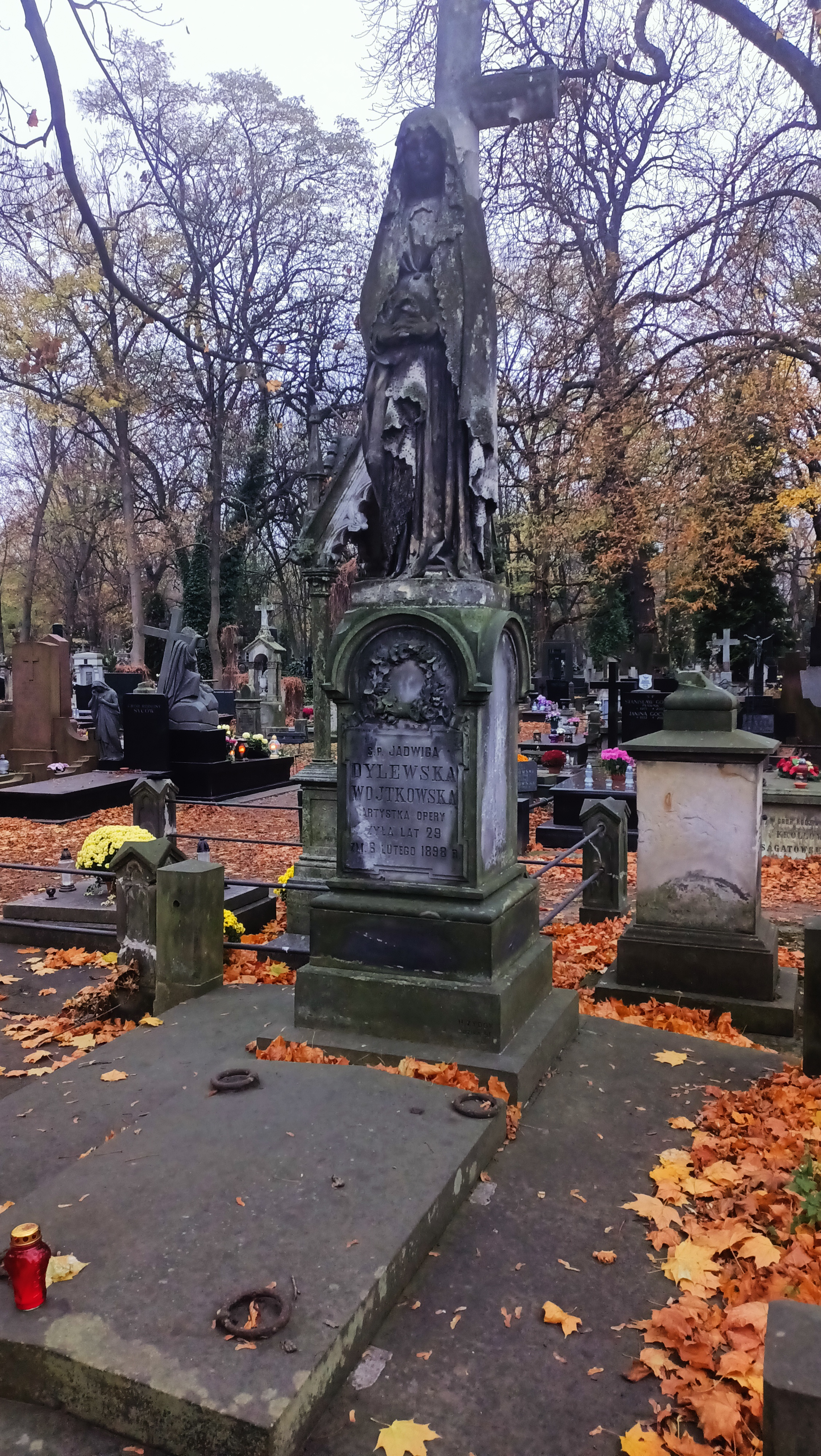
Grób Jadwigi Dylewskiej na cmentarzu Powązkowskim w Warszawie

Jadwiga Amelia Dylewska (ur. 1869 w Warszawie, zm. 6 lutego 1898 tamże) – polska śpiewaczka operowa.

## Życiorys
Urodziła się w 1869 w Warszawie i była córką Matyldy Dylewskiej, tancerki. Śpiewu uczyła się u Teodozji Friderici-Jakowickiej i Honoraty Majeranowskiej a następnie w Berlinie u Nikolausa Rothmühla. Po występach w Berlinie dostała angaż do Lubeki i później do Wrocławia. Specjalizowała się w operach R. Wagnera. Posiadała piękny kontralt o czystej tonacji.
W 1894 wystąpiła w teatrze w Łodzi i w następnym roku w Iwoniczu, Krynicy i Szczawnicy. W styczniu 1896 zadebiutowała w Warszawskich Teatrach Rządowych, gdzie dostała angaż.

## Rodzina
Byłą żoną Bronisława Wojtkowskiego, ale na scenie używała nazwiska panieńskiego, była przyrodnią siostrą Marii i Władysława Palińskiego. Zmarła w Warszawie 6 lutego 1898 i pochowana została na cmentarzu powązkowskim.

## Repertuar
- Trubadur jako Azucena
- Straszny dwór jako Jadwiga
- Rigoletto jako Magdalena
- Bal maskowy jako Wróżka Ulryka
- Jolanta jako Marta
- Gioconda jako Ślepa